# شان اپرای
شان اُپرای (انگلیسی: Sean O'Pry) (زادهٔ ۵ ژوئیهٔ ۱۹۸۹) مانکن آمریکایی اهل جورجیا میباشد.

## زندگی حرفه‌ای
شان اپرای در ۱۷ سالگی توسط نل مارین که عکس‌های جشن فارغ‌التحصیلی او را در مای‌اسپیس دیده بود کشف شد. او تاکنون با برچسب‌های مهمی مانند کلوین کلاین، جورجو آرمانی، ورساچه، رالف لورن، جان‌فرانکو فرره، آرمانی، مارک جیکوبز و ... همکاری کرده است. اپرای توسط فوربز به عنوان موفق‌ترین مدل مرد جهان در سال ۲۰۰۹ معرفی شد.
اپرای همچنین تاکنون در نماهنگ‌های دختر وحشی شد مدونا و فضای خالی تیلور سوئیفت حضور یافته است.